# Женев'єв Сомур
Женев'єв Сомур (англ. Geneviève Saumur, 23 червня 1987) — канадська плавчиня.
Учасниця Олімпійських Ігор 2008 року.
Призерка Пантихоокеанського чемпіонату з плавання 2006, 2010 років.
Призерка Ігор Співдружності 2006 року.